# Invasión paraguaya de Corrientes
La invasión paraguaya de Corrientes, también conocida por los paraguayos como Campaña de Corrientes, ocurrida en 1865, fue la segunda fase de la guerra de la Triple Alianza, durante la cual el ejército del Paraguay ocupó militarmente la ciudad de Corrientes y varias localidades del este de la provincia homónima. Pese a no haber ocurrido en territorio correntino, también la ocupación paraguaya y sitio de Uruguayana, en Brasil, forma parte de la misma etapa de esta guerra.
Como resultado de la invasión, la Argentina y el Uruguay entraron en la guerra, que ya se había iniciado entre el Paraguay y el Brasil, firmando con este último país la llamada Triple Alianza. La invasión resultó un absoluto fracaso, y dio paso a la invasión del territorio paraguayo por las fuerzas de la Triple Alianza.

## Antecedentes

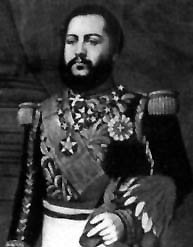
Retrato del presidente del Paraguay, mariscal Francisco Solano López.

A principios de la década de 1860 se produjo un avance del liberalismo en la Argentina y el Uruguay, que culminó con la llegada al poder en ambos países –y en ambos casos por medio de una guerra civil– de líderes militares y políticos liberales al gobierno; en la Argentina asumió el gobierno en 1862 el general Bartolomé Mitre, que ayudó al general Venancio Flores a llegar al poder en 1865. Mitre y Flores eran aliados del Imperio del Brasil desde mucho antes; el jefe uruguayo solo pudo llegar al gobierno con la ayuda de la Invasión Brasileña de 1864.
Ante tal avance de las fuerzas liberales y de la influencia del Imperio, el gobierno paraguayo del mariscal Francisco Solano López –socialmente conservador, aunque económicamente puede ser interpretado como estatista– interpretó que a continuación el Brasil y la Argentina intentarían un ataque, tendiente a instaurar también en ese país el liberalismo. Por otro lado, López tenía ciertas pretensiones de influir en las políticas de los demás países de la cuenca del Río de la Plata.
La invasión al Uruguay por parte de Flores, y el apoyo recibido por sus dos vecinos motivó a López a exigir la retirada de las fuerzas extranjeras de ese país, y por otro lado, también el gobierno uruguayo pidió ayuda a López. Pero la estrategia de este en relación con la situación en el Uruguay fue poco coherente: privilegió los planes estratégicos y la resolución de conflictos de límites con el Brasil en su frontera norte, en lugar de acudir cuanto antes en auxilio del gobierno uruguayo. El 11 de noviembre de 1864 comenzó la Campaña del Mato Grosso, primera fase de la llamada Guerra del Paraguay.
La invasión al Mato Grosso fue un completo éxito, pero –en el mismo lapso– la resistencia del gobierno blanco en el Uruguay fue doblegada, y el general Flores asumió el gobierno en ese país.
Entonces López solicitó permiso al presidente argentino Bartolomé Mitre para que sus tropas atravesaran la provincia de Corrientes rumbo al río Uruguay, tanto para reiniciar la guerra civil en el Uruguay, como para atacar territorio brasileño, en el estado de Río Grande del Sur. El argumento que esgrimió López era que Mitre se declaraba neutral en el conflicto entre el Paraguay y el Brasil, al igual que lo había hecho entre los bandos contendientes en la guerra civil uruguaya. Y que, dado que había permitido a tropas rebeldes uruguayas y a la marina de guerra brasileña cruzar territorio y aguas jurisdiccionales argentinas, podía esperar la misma autorización para que tropas paraguayas se dirigieran hacia Brasil o el Uruguay.
Pero Mitre negó completamente tal permiso, argumentando que la neutralidad lo obligaba a no permitir el paso de tropas por territorio propio.
Esta negativa causó la declaración de guerra por parte de López al gobierno de Mitre y la invasión paraguaya de Corrientes.

## Los planes de López

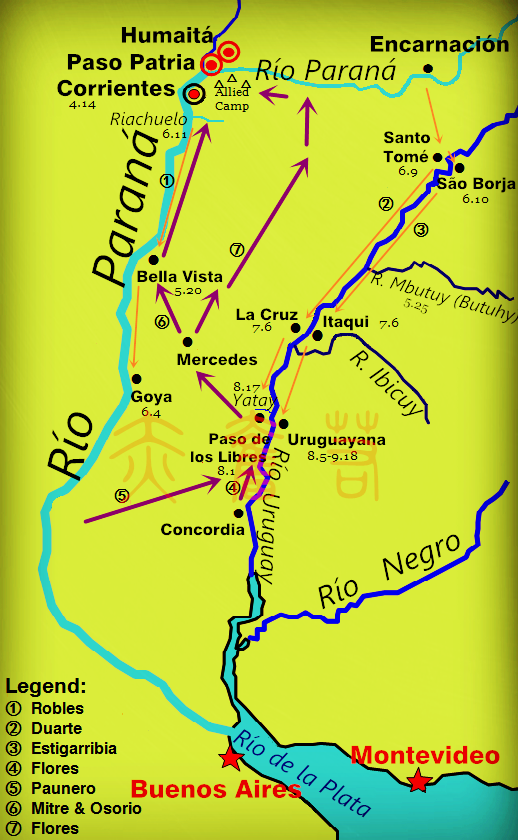
En 1865, durante la Guerra de la Triple Alianza, ejército paraguayo marcharon a lo largo de los ríos Paraná y Uruguay hacia el sur, invadiendo Corrientes de Argentina y Río Grande del Sul de Brasil. Este mapa muestra las rutas del ejército paraguayo y el contraataque aliado.

El éxito paraguayo en la invasión del Matto Grosso solo había significado la ocupación de varias plazas, algunas en litigio con el Brasil. Este territorio no tenía prácticamente comunicación terrestre con el resto del territorio brasileño, de modo que las tropas paraguayas no podían continuar avanzando en territorio enemigo, para obligar al Brasil a rendirse o negociar. De modo que si el Paraguay quería lograr algún resultado en relación con el Uruguay, o debilitar a su ejército para evitar posteriores ataques a territorio paraguayo debía continuar la guerra en otro frente. La elección inevitable era el estado de Río Grande, a través de territorio de la provincia de Corrientes.
Antes de la negativa de Mitre, el plan de López era concentrar sus fuerzas en la costa del río Uruguay, para atacar directamente el Brasil, o ingresar a territorio uruguayo. Pero, una vez declarada la guerra a la Argentina, se imponía evitar que el Ejército Argentino evitara el avance paraguayo, efectuando una maniobra de distracción mientras se producía el avance por la costa del río Uruguay. El medio elegido fue ocupar la ciudad de Corrientes, estrategia que además permitiría controlar el curso superior del río Paraná, dejando abiertas las comunicaciones a través de la Provincia de Corrientes.
En algún momento entre la decisión de invadir y el avance de las tropas, López decidió utilizar las tropas que ocupaban la capital de la provincia invadida para apoyar el avance de la columna del río Uruguay. De modo que, en lugar de concentrar la mayor parte de los efectivos en esta última columna, formó con solamente unos 12 000 hombres este ejército, mientras enviaba más del doble –unos 25 000 soldados– a operar sobre el río Paraná.
Antes de iniciar las acciones, López envió al teniente Cipriano Ayala a trasmitir al gobierno de Buenos Aires la declaración de guerra, que había sido oficialmente declarada el 18 de marzo de 1865 y publicada en Asunción una semana más tarde. Dado el largo trayecto que debía recorrer este oficial, el ataque sería lanzado después de la fecha prevista de entrega de la declaración de guerra pero antes de la llegada de la noticia de este hecho de regreso a territorio paraguayo. Esto último se debía a que López deseaba evitar que el ejército argentino, particularmente desorganizado y falto de equipamiento, tuviera tiempo de reaccionar.
Pero la misión del oficial que llevaba la declaración de guerra atravesó muchas complicaciones, de modo que el público argentino se enteró primero de la invasión de Corrientes, y solo después de la declaración de guerra. Mitre utilizó esta desinformación del público para enardecer a la opinión pública y exigir venganza por el supuesto ultraje paraguayo de haber atacado sin previa declaración de guerra.

## Ocupación de la ciudad de Corrientes

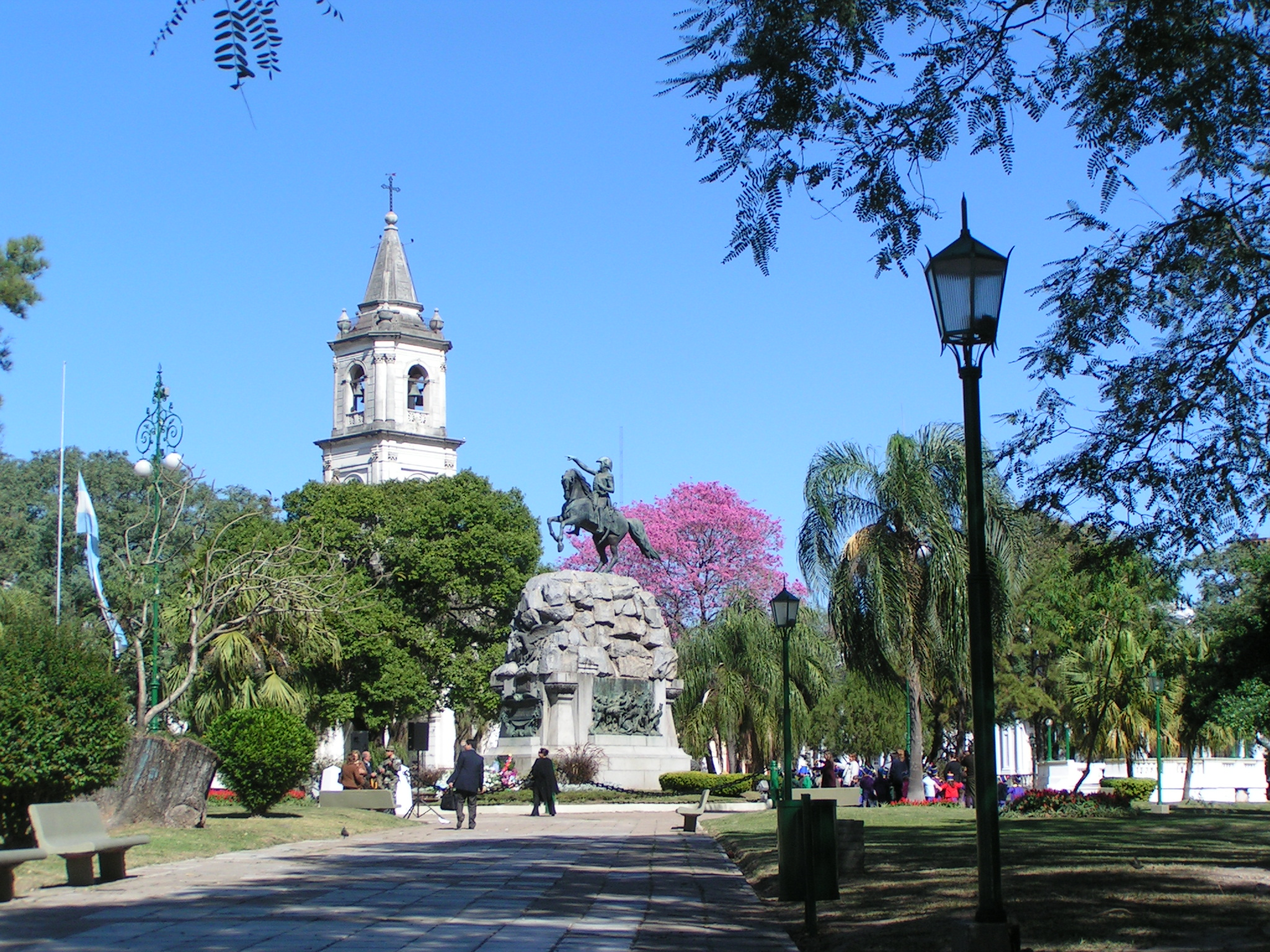
La ciudad de Corrientes en la actualidad.

Al amanecer del 13 de abril de 1865, se presentó ante la ciudad de Corrientes una escuadra formada por cinco embarcaciones a vapor de bandera paraguaya, con 2500 hombres de desembarco al mando del comandante Pedro Ignacio Meza. Pasaron ante la ciudad en dirección sur, luego viraron nuevamente hacia el norte y atacaron a los vapores de guerra argentinos 25 de Mayo y Gualeguay, que se encontraban en el puerto de la ciudad por reparaciones. El 25 de Mayo tenía a bordo una tripulación de 80 hombres y montada aún su batería, pero el Gualeguay estaba en tierra, desarmado y con solo una guardia al mando del subteniente Ceferino Ramírez. La tripulación de dos de los buques abordó los buques argentinos, y –tras una refriega que costó algunas bajas– los capturaron. Al siguiente día unos 3500 o 4000 hombres desembarcaron y ocuparon la ciudad.
Tras la agresión, algunos vecinos dirigidos por el oficial Desiderio Sosa iniciaron una acción de defensa desde las azoteas de las casas más próximas al puerto. Luego del retiro de la flota atacante algunos intentaron organizar batallones, para lo que fueron convocados los voluntarios en las plazas 25 de Mayo y la del Mercado, para ser dirigidos por el coronel Solano González. Si bien se consignó constituir algunos grupos, finalmente decidieron reorganizarse mediante un repliegue en los departamentos del interior provincial.
Por otro lado, en Paso de la Patria se había instalado el general paraguayo Wenceslao Robles con más de tres mil hombres, que esperaban a la flota paraguaya después de su ataque al puerto de Corrientes. En esa flota embarcaron a los soldados que pudieron y, al amanecer del 14 de abril, la pequeña escuadra paraguaya amarró nuevamente en el puerto de Corrientes, posesionándose de la plaza de la ciudad sin resistencia alguna. Al poco tiempo, además, arribó la columna que procedía de Paso de la Patria al mando del general Robles con el resto de las fuerzas invasoras. Por su parte, los buques argentinos 25 de Mayo y Gualeguay ya no volvieron al puerto de Corrientes, toda vez que habían sido incorporados a la Armada paraguaya y fueron enviados a Asunción para repararlos de los daños recibidos.
En cuanto a las autoridades argentinas de la provincia, se retiraron junto con los pocos batallones militares, que no tenían ninguna posibilidad de generar resistencia al invasor. De hecho, retirarse a los departamentos del interior fue la única opción que les quedaba de reorganizarse bajo las órdenes del general Nicanor Cáceres, en quien recayó la responsabilidad de hostigar constantemente a los invasores y mantener a la tropas fieles al gobernador Manuel Lagraña.
Por su parte, la vecindad correntina reaccionó de dos maneras distintas. Algunos huyeron a las zonas rurales, alejándose de la ciudad y ubicándose en algunas a las quintas ubicadas en Lomas, mientras que otros cruzaron el Paraná protegiéndose en el interior del territorio del Chaco. El resto, una importante fracción de la población, no generó oposición ni resistencia a las tropas paraguayas. De hecho, un cronista de la época dejó registrado que los habitantes de la ciudad no fueron hostiles con los invasores, razón que facilitó que los vecinos recibieran buen trato, a diferencia de las prácticas de abuso llevadas a cabo en otros lugares. A este respecto, resulta significativo de la normalidad reinante el testimonio que, durante los días de ocupación paraguaya, el vecino Tiburcio Gómez Fonseca hizo sobre su constante permanencia en casa con la sola excepción de una salida a un baile oficial al que, según él, no faltó ninguna persona decente.
El caso es que la situación mostraba que, en principio, el dominio paraguayo de la plaza era irreversible, por lo que el gobernador Manuel Ignacio Lagraña y sus colaboradores más cercanos, como así también algunos grupos de seguridad, decidieron desplazarse hacia la zona rural para evitar caer prisioneros. Pero antes de su repliegue, Lagraña dictaminó que todo ciudadano correntino entre dieciséis y setenta años estaba obligado a alistarse para combatir a las fuerzas de ocupación.
Por la tarde, mientras una columna de 800 hombres de caballería llegada por tierra ingresaba también en la ciudad, Robles reunió una asamblea popular, aparentemente formada exclusivamente por miembros del partido federal, y opositores al gobierno nacional, que era detentado por continuadores del partido unitario. Ésta nombró un gobierno provisorio, formado por Teodoro Gauna, Víctor Silvero y Sinforoso Cáceres. En la práctica, la acción política local la llevaba adelante Cáceres, mientras que en lo referido a asuntos comerciales y relaciones con el Paraguay, el triunvirato se limitaba a refrendar las indicaciones de los comisionados paraguayos José Bergés, Miguel Haedo y Juan Bautista Urdapilleta.
En un principio, los líderes del Partido Federal en la capital apoyaron la ocupación paraguaya, como aliados en su pretensión de recobrar el dominio político perdido a fines de 1861, tras la batalla de Pavón y la revolución correntina. Entre ellos se destacó el coronel Cayetano Virasoro, aunque posteriormente fue acusado de haber prestado colaboración a los paraguayos.
En los días siguientes, las tropas paraguayas continuaron recibiendo refuerzos, hasta llegar a algo más de 25 .000 hombres.
Por su parte, Lagraña puso en estado de asamblea la población de la provincia y convocó a las armas a toda la población masculina entre los 17 y los 50 años de edad. Encargó al coronel Desiderio Sosa la organización militar de la capital y sus alrededores, y se instaló en el cercano pueblo de San Roque. Allí logró reunir unos 3500 voluntarios, muchos de los cuales sin ninguna experiencia militar, y con muy poco armamento.
Unas semanas más tarde, se unió a Lagraña el general Nicanor Cáceres, llegado de la zona de Curuzú Cuatiá, que aportó unos 1500 hombres más, casi todos veteranos.
La presencia de Cáceres del lado del gobernador, que –pese a su ambiguo historial– era considerado perteneciente al Partido Federal, enfrió el entusiasmo federal por los invasores, y los privó de todo apoyo en el interior de la provincia. De todos modos, a medida que el ejército paraguayo comenzó su avance hacia el sur, Lagraña y su ejército debieron retirarse, hasta instalarse en Goya.

## Reacción argentina

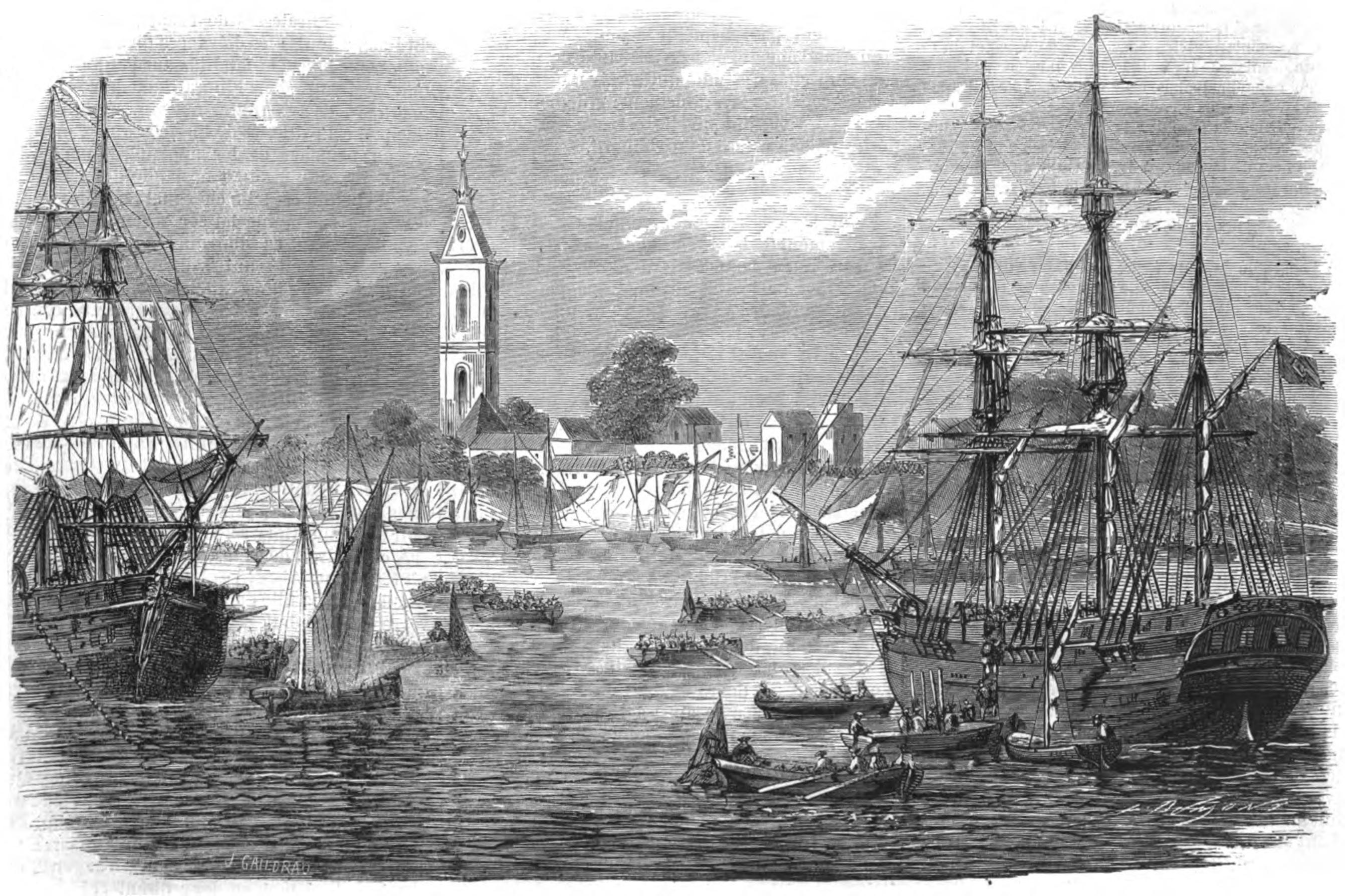
Llegada de los refuerzos brasileños a la ciudad de Corrientes (Paraná) para el ejército de operaciones (J. Gaildrau, L'Illustration, 1866).

La reacción de la población en las grandes ciudades fue de repudio a la agresión, que interpretaba como injustificada y alevosa. La arenga que el presidente Mitre pronunció el día que llegó a Buenos Aires la noticia del ataque –que incluía la después denostada frase ¡En 24 horas a los cuarteles, en quince días en Corrientes, en tres meses en Asunción!– alimentó las ansias de venganza de los argentinos. Muchos jóvenes se apresuraron a enrolarse en los regimientos creados especialmente para la ocasión. Lo mismo ocurrió en Rosario, y en menor medida en Córdoba y Santa Fe.
En cambio, en el resto del país la reacción fue muy distinta: solamente los partidarios más decididos del partido gobernante reaccionaron públicamente contra el ataque paraguayo.
En particular, la reacción en la provincia de Entre Ríos fue contraria al gobierno nacional. Respetando sus compromisos previos, el gobernador –y expresidente– Justo José de Urquiza reunió el ejército provincial, de 8000 hombres, y lo trasladó al límite norte de la provincia. Pero al llegar a territorio correntino, en julio de 1865, los soldados, que aparentemente creían que iban a combatir del lado paraguayo, se sublevaron en la llamada Sublevación de Basualdo, desertando en masa. En esa ocasión, el gobierno central se abstuvo de represalias contra los sublevados. Urquiza volvió a reunir unos 6000 soldados de las fuerzas provinciales, que tenían fama de excelentes tropas de caballería, pero éstas se volvieron a desbandar en la Sublevación de Toledo, en noviembre de 1865. Esta segunda rebelión fue duramente reprimida con el auxilio de tropas brasileñas y uruguayas.
El 1 de mayo se firmaba entre la Argentina, el Uruguay y el Imperio del Brasil la Triple Alianza. La celeridad con que se llegó a un acuerdo hace sospechar a muchos historiadores que el tratado estaba ya preparado de antemano,
Mitre reunió las tropas disponibles en Buenos Aires, Rosario y San Nicolás de los Arroyos, trasladando una fuerte división hacia el norte, a bordo de la flota de guerra. Mientras tanto, ordenó a cada gobierno de provincia aportar un numeroso contingente de fuerzas de infantería, para reforzar las tropas ya alistadas. También fue enviada hacia el norte la mayor parte de las tropas de caballería que prestaba servicios en los fortines de la frontera con los indígenas del sur del país.

## Avance paraguayo y fracaso de Paunero
A fines de abril, el ejército paraguayo inició lentamente el avance hacia el sur, siguiendo una ruta paralela al río Paraná. Una tras otra, tomaron y saquearon las ciudades y pueblos de Bella Vista, Empedrado, Santa Lucía y Goya.
Durante el avance paraguayo, las fuerzas correntinas interpusieron acciones menores, recurrieron a la guerra de guerrillas y estableciendo puntos de emboscadas en los caminos. Batallas como Caa Catí y Naranjito consolidaron la ruta por la costa de los ríos puesto que el centro y el sur de la provincia de Corrientes permanecía bajo el control del Gobierno de Corrientes asentado con nueva capital en San Roque. De todas las acciones los revisionistas rescatan solamente la batalla del 10 de mayo, en que el coronel Fermín Alsina, al frente de 800 hombres, fue derrotado por unos 5000 paraguayos. Breve ventaja en la columna invasora del río Paraná que se perdió definitivamente nueve días después en el combate de Palmira. El coronel Manuel Vallejos dejó en evidencia que las tropas invasoras no tenían capacidad para enfrentarse a un ejército organizado. El combate de Palmira y la liberación de Corrientes por parte de Paunero fueron cruciales para que las tropas invasoras sobre la costa del Paraná detuviesen sus avances. El bastión de San Roque desde donde ejercía el poder local el gobernador de Corrientes impidió el movimiento hacia el centro, mientras que la flota brasileña controlando el río Paraná evitó todo auxilio desde las aguas.

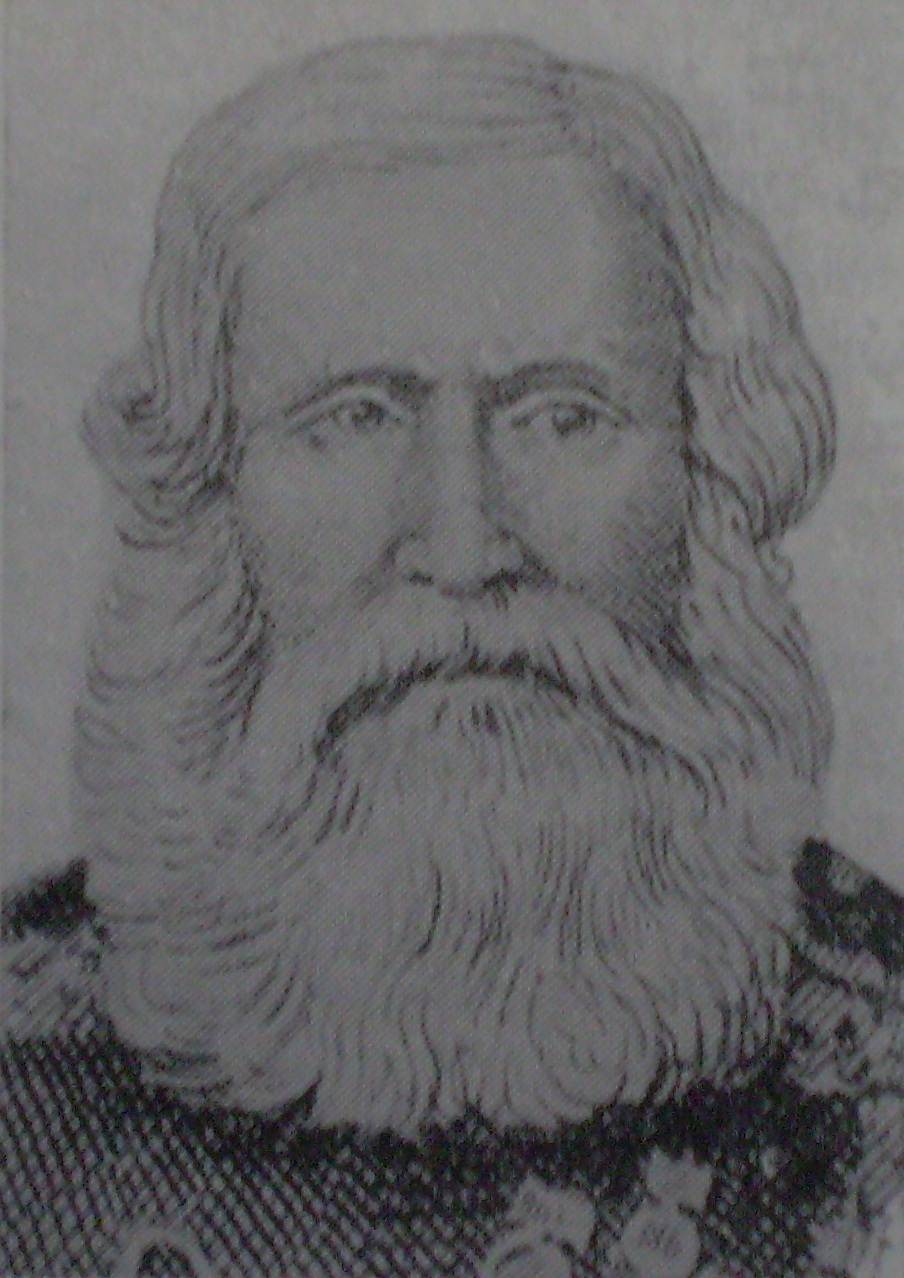
El general Wenceslao Paunero.

El 25 de mayo, sorpresivamente, una parte de la escuadra aliada apareció frente a la ciudad de Corrientes, y desembarcó una fuerza militar de 725 hombres, al mando del general Wenceslao Paunero. Los cuatro batallones estaban comandados por Juan Bautista Charlone, Ignacio Rivas, Adolfo Orma y Manuel Rosetti; también formaba parte de la división un escuadrón de artillería.
El batallón de Charlone atacó sin esperar la llegada de sus compañeros, y se interpuso entre la flota y los defensores paraguayos, impidiendo el uso de la artillería. Cuando los demás batallones desembarcaron, los argentinos avanzaron hacia la ciudad, luchando casa por casa y calle por calle. Tras una durísima lucha, los paraguayos fueron derrotados y expulsados de la ciudad con unos 400 muertos; los argentinos tuvieron 62 muertos, y decenas de heridos.
Los paraguayos –comandados por el mayor José del Rosario Martínez– se retiraron hacia Empedrado, reorganizándose y recibiendo a cada momento nuevos contingentes. Una poderosa división avanzaba también desde Paso de la Patria en dirección a la capital. Por otro lado, el general Cáceres se negó a avanzar en apoyo de los reconquistadores, a pesar de la insistencia del general Manuel Hornos, que se había incorporado a sus fuerzas con algunos hombres de caballería. Si bien esta decisión dificultó la resistencia de los hombres de Paunero frente al esperado contraataque, su permanencia en el sur de la provincia evitó que la división paraguaya que había ocupado Goya y Santa Lucía pudiera avanzar hacia el este, a apoyar a las columnas del río Uruguay.
Sin aviso previo, y sin haber hecho ningún uso de las ventajas de su posición militar, Paunero reembarcó toda su tropa en la madrugada del día 27 y abandonó la ciudad. Solo a pedido del gobernador Lagraña y del general Hornos, Paunero accedió a desembarcar en el extremo sur de la provincia, en el pueblo de Esquina.
Las tropas paraguayas sometieron a una violenta represión a toda la población de la que sospecharon que podría haber prestado ayuda a las tropas de Paunero. En la madrugada del martes 11 de julio de 1865, partidas paraguayas secuestraron en sus domicilios a Toribia de los Santos, Jacoba Plaza y su pequeño hijo Manuel, Encarnación Atienza, Carmen Ferré Atienza con su hija Carmen, y Victoria Bar, esposas de algunos de los principales líderes de la resistencia correntina. Excepto la primera, esposa del coronel Sosa y que murió en prisión, las demás fueron rescatadas después de 4 años de duro cautiverio y regresaron a su patria. Este hecho reforzó el repudio de una parte de la población argentina contra la agresión paraguaya.
Tras el ataque de Paunero, la actitud de los invasores cambió y se hizo muy dura para sus habitantes. Coincidente con otros historiadores y testigos de la época (Pedro Igarzábal, Gregorio y Juan Vicente Pampín, los investigadores Manuel Florencio Mantilla y Hernán Félix Gómez) Wenceslao Domínguez en su ensayo histórico La toma de Corrientes afirma que en la ciudad ocupada

La menor sospecha era suficiente para el juicio sumarísimo si lo había, y el más leve motivo de patriotismo argentino era castigado con la pena de muerte. Sería largo detallar las condiciones de la tétrica ida en Corrientes; y además, es también bastante conocida.

Por su parte, el historiador Antonio Emilio Castello afirma en su libro Historia ilustrada de la provincia de Corrientes que

La ciudad de Corrientes arrastró una miserable existencia sumida en el temor de las delaciones, de los atropellos y del cautiverio en las cárceles paraguayas. Un día los invasores llevaron a cabo una feroz matanza de indios chaqueños en las calles de Corrientes. Los pobres indígenas vendían desde hacía años leña y pasto, de casa en casa, y como algunos de ellos se negaron a recibir papel moneda paraguayo, fueron exterminados a sablazos y balazos en pleno día.

## Batalla del Riachuelo

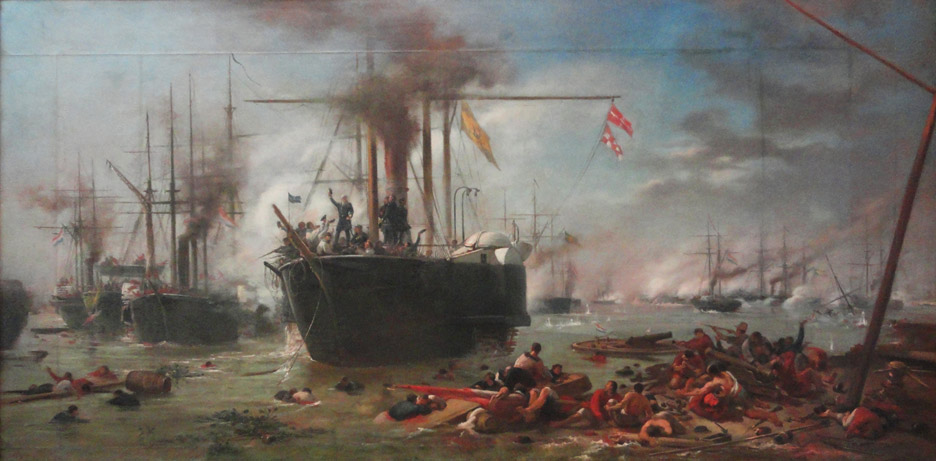
La Batalla del Riachuelo.

Una escuadra brasileña estaba apostada a corta distancia de la ciudad de Corrientes, bloqueando el paso de la flota de guerra paraguaya aguas abajo por el Paraná. La formaban nueve buques, casi todos acorazados, y su comandante era el comodoro Francisco Manuel Barroso da Silva.
El mariscal López organizó un plan de ataque a la flota brasileña, que consistía en atacar y abordar la flota enemiga por sorpresa; las naves que huyeran serían bombardeadas desde la costa. Una escuadra de nueve vapores –uno solo de ellos estaba acorazado– comandada por el comodoro Pedro Ignacio Meza, transportaría un total de 500 infantes para la maniobra de abordaje. También trasladarían una gran cantidad de "chatas", especie de botes de borde bajo, con un cañón a bordo cada uno. Pasarían de largo frente a la flota enemiga, protegidos por la oscuridad de la noche y por detrás de una isla que dificultaba la visión, para luego remontar el río y atacar la escuadra enemiga; la orden era barrer la cubierta de las naves enemigas con metralla y fusilería, y luego abordar sable en mano.
Una batería, comandada por el mayor Brúguez y escondida en los bosques de las barrancas al norte de la desembocadura del arroyo conocido como "Riachuelo", debía bombardear las naves que huyeran de la sorpresa. Al sur del mismo Riachuelo se ubicaron, también escondidos en los bosques y en lo alto de la barranca, 2000 fusileros paraguayos, para cumplir la misma misión.
La operación comenzó a la noche del día 10 al 11 de junio. Pero cuando estaban cerca del objetivo, la caldera de uno de los buques se rompió, y Meza se obstinó en repararlo. Cuando finalmente se decidió a seguir camino con solo 8 buques, ya era de día y se había perdido la sorpresa. De modo que, cuando la flota de Meza pasó de largo frente a la escuadra enemiga, hubo un cruce de cañoneos entre ambas flotas.

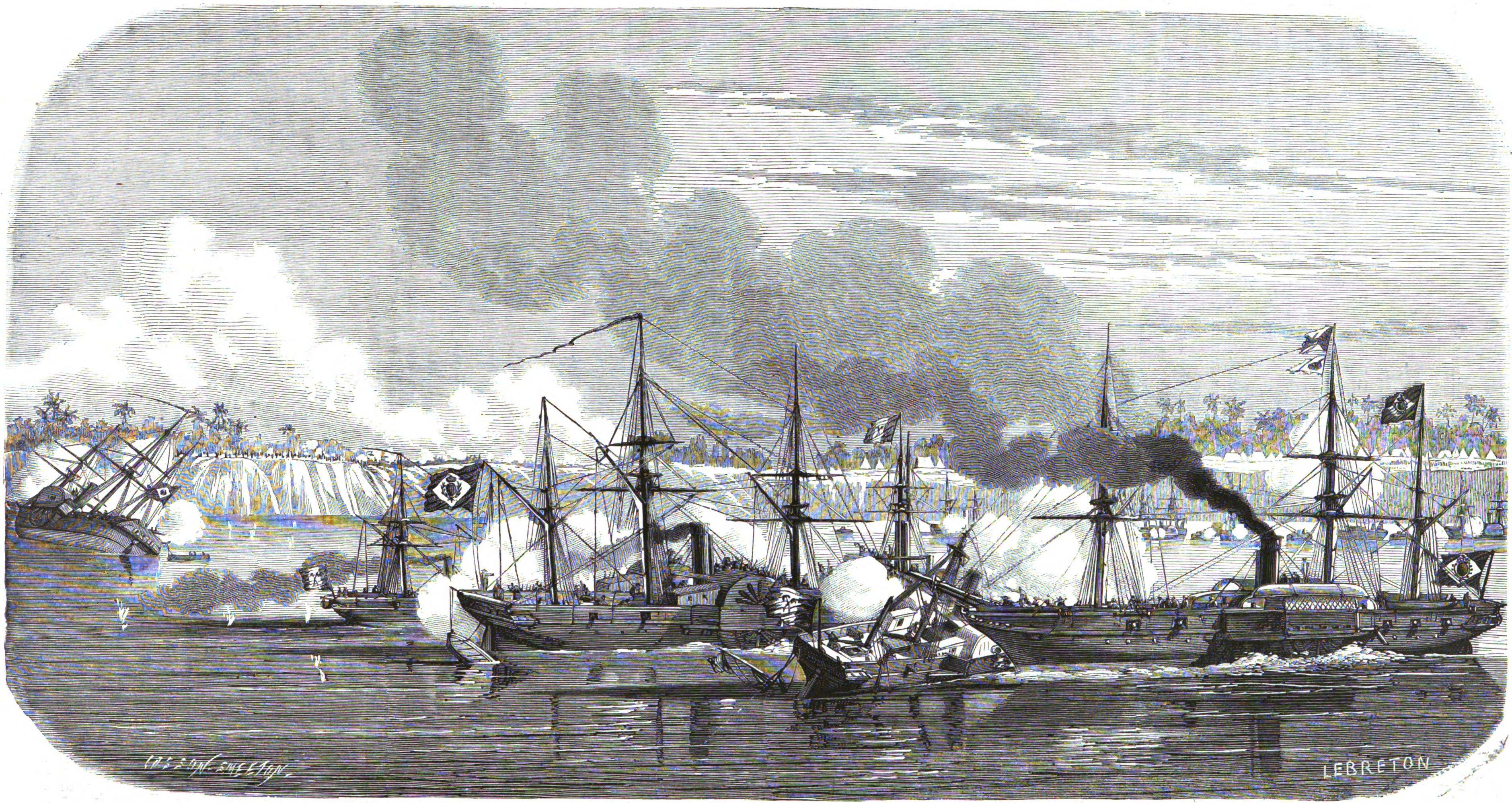
Batalla del Riachuelo (11 de junio).

A continuación, Meza llegó hasta las cercanías del Riachuelo y atracó bajo las barrancas. Los brasileños los persiguieron y se acercaron al enemigo; en ese momento, la artillería de la costa les causó graves daños, causando la varadura de una de las naves brasileñas.
Pero Barroso hizo jugar a su favor la coraza metálica de su nave capitana, la Amazonas, y embistió a tres naves enemigas, haciéndolas naufragar. Por otro lado, la artillería brasileña inutilizó las ruedas de dos de los vapores paraguayos. Por último, tres de los buques brasileños atacaron sucesivamente a varias de las chatas, echándolas a pique. La batalla estaba decidida y la mayor parte de la flota paraguaya estaba arruinada.
No obstante la amplia victoria conseguida –que fue muy publicitada durante meses, tanto en Brasil como en la Argentina– la flota brasileña no aprovechó la victoria, y al día siguiente levó anclas y partió aguas abajo, hacia las cercanías del pueblo de Empedrado. Es que el objetivo había sido alcanzado: impedir las comunicaciones del Paraguay con el Océano Atlántico.
La derrota impidió a la columna paraguaya del río Paraná prestar ayuda alguna a la del río Uruguay. Por otro lado, la efímera reconquista de la ciudad y la victoria del Riachuelo levantaron la moral de las tropas argentinas, tanto como deprimieron la de los paraguayos y sus aliados correntinos.

## La campaña del Uruguay

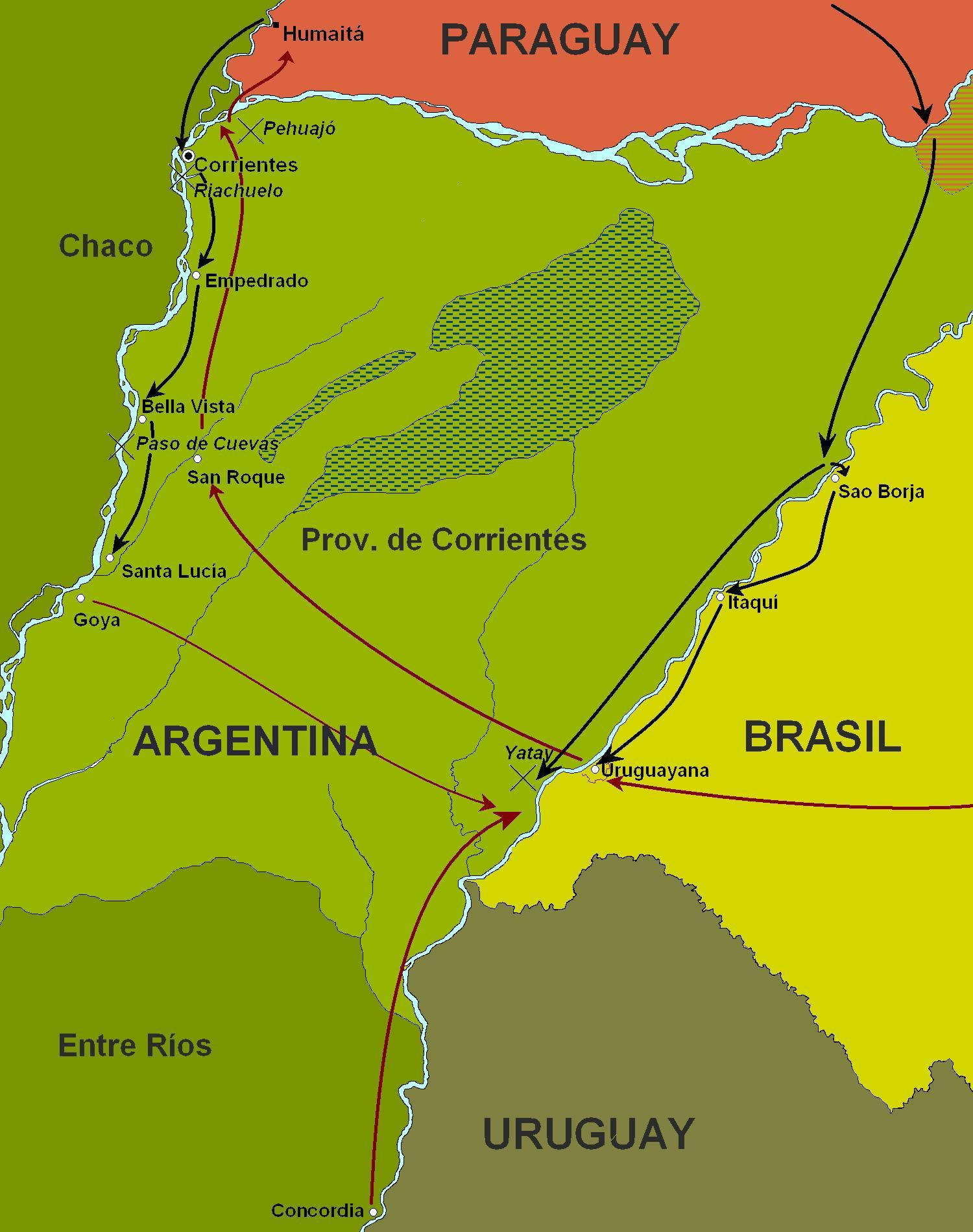
Operaciones terrestres de las fuerzas paraguayas (en negro) y aliadas (en rojo).

Mientras la ciudad de Corrientes era ocupada, una columna de 12 000 hombres, comandada por el teniente coronel Antonio de la Cruz Estigarribia, se dirigió hacia el este de esa provincia para atacar territorio brasileño sobre el río Uruguay.
El presidente Mitre nombró al general Urquiza, gobernador de Entre Ríos, comandante de la División de Vanguardia, con la misión de enfrentar la columna del Uruguay.
El teniente coronel Estigarribia dividió sus tropas y envió el 5 de mayo al mayor Pedro Duarte, al frente de una pequeña columna de avanzada, a ocupar la villa de Santo Tomé. Cuatro días después, el propio Estigarribia entraba a Santo Tomé e iniciaba el cruce del río Uruguay al frente de unos 6500 hombres, dejando al resto divididos entre la guarnición de Santo Tomé y la avanzada de Duarte, integrada por algo más de 3000 soldados.

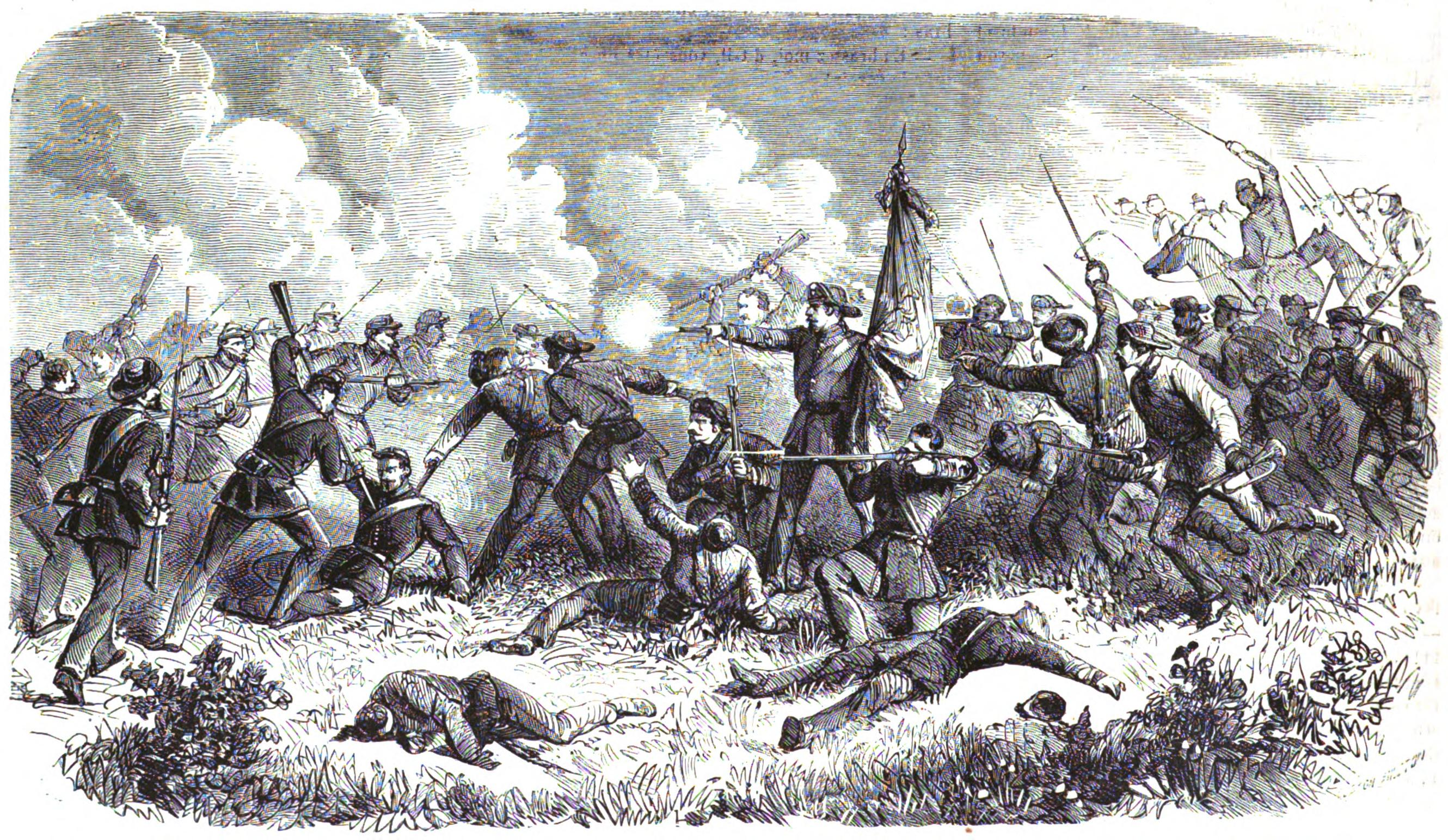
Combate de São Borja (10 de junio 1865): batallón de voluntarios brasileños defendiendo su bandera contra los paraguayos (según un boceto de M. Mynssen).

Una vez en territorio brasileño, Estigarribia avanzó sin encontrar resistencia hacia el sur, ocupando sucesivamente São Borja e Itaquí. En el ínterin, una columna paraguaya fue atacada y parcialmente destruida en los alrededores de São Borja, en el combate de Mbuty. Parte de las fuerzas paraguayas quedaron de guarnición en São Borja, mientras Duarte se dirigía hacia el sur.
Fue en esas circunstancias que se produjo el 4 de julio el desbande de Basualdo, en que las tropas de Urquiza se negaron a luchar contra el Paraguay, al que consideraban su aliado natural.
El general Venancio Flores, presidente del Uruguay desde su triunfo sobre el partido blanco, marchaba a incorporarse a Urquiza al frente de 2750 hombres. También las fuerzas brasileñas, al mando del teniente coronel Joaquim Rodrigues Coelho Nelly, compuestas de 1200 hombres, se dirigían hacia Concordia. Allí se reunieron el 13 de julio, cuando recibieron la orden de Mitre de ponerse todos a órdenes de Flores. A su encuentro fue enviado el 1.er Regimiento de Caballería de Línea "San Martín", con 450 hombres, más un escuadrón de artillería oriental con 140 hombres. En total, Flores tenía 4540 hombres, fuerzas que consideró escasas para enfrentar a las dos columnas paraguayas, en caso de que se reunieran.
Flores, Duarte y Estigarribia marcharon con lentitud a su mutuo encuentro, mientras los 3600 hombres de Paunero iniciaban una marcha acelerada a través de esteros y ríos, cruzando aceleradamente el sur de la provincia de Corrientes, para unirse a Flores. Además marchaban hacia allí 1400 hombres de caballería correntina al mando del general Juan Madariaga. Por último, el coronel Simeón Paiva, con 1200 hombres, seguía de cerca de la columna de Duarte, con orden terminante de no atacar, excepto a escuadrones desprendidos.
Estigarribia desechó la oportunidad de destruir a todos sus enemigos de a uno, al mismo tiempo que desobedeció las órdenes de López, que le indicaban continuar su camino hacia Alegrete. El 5 de agosto entró a Uruguayana, donde se dedicó a reorganizar y aprovisionar sus fuerzas, sin prestar ningún apoyo a Duarte. Las fuerzas brasileñas del general David Canabarro, demasiado escasas para atacar a la columna de 5000 hombres de Estigarribia, se limitaron a estacionarse cerca de la ciudad, sin ser atacadas por el jefe paraguayo.
El 2 de agosto, Duarte ocupaba la actual ciudad de Paso de los Libres. Una semana más tarde, un pequeño encuentro entre sus avanzadas y tropas correntinas causó 20 bajas paraguayas.

## La batalla de Yatay

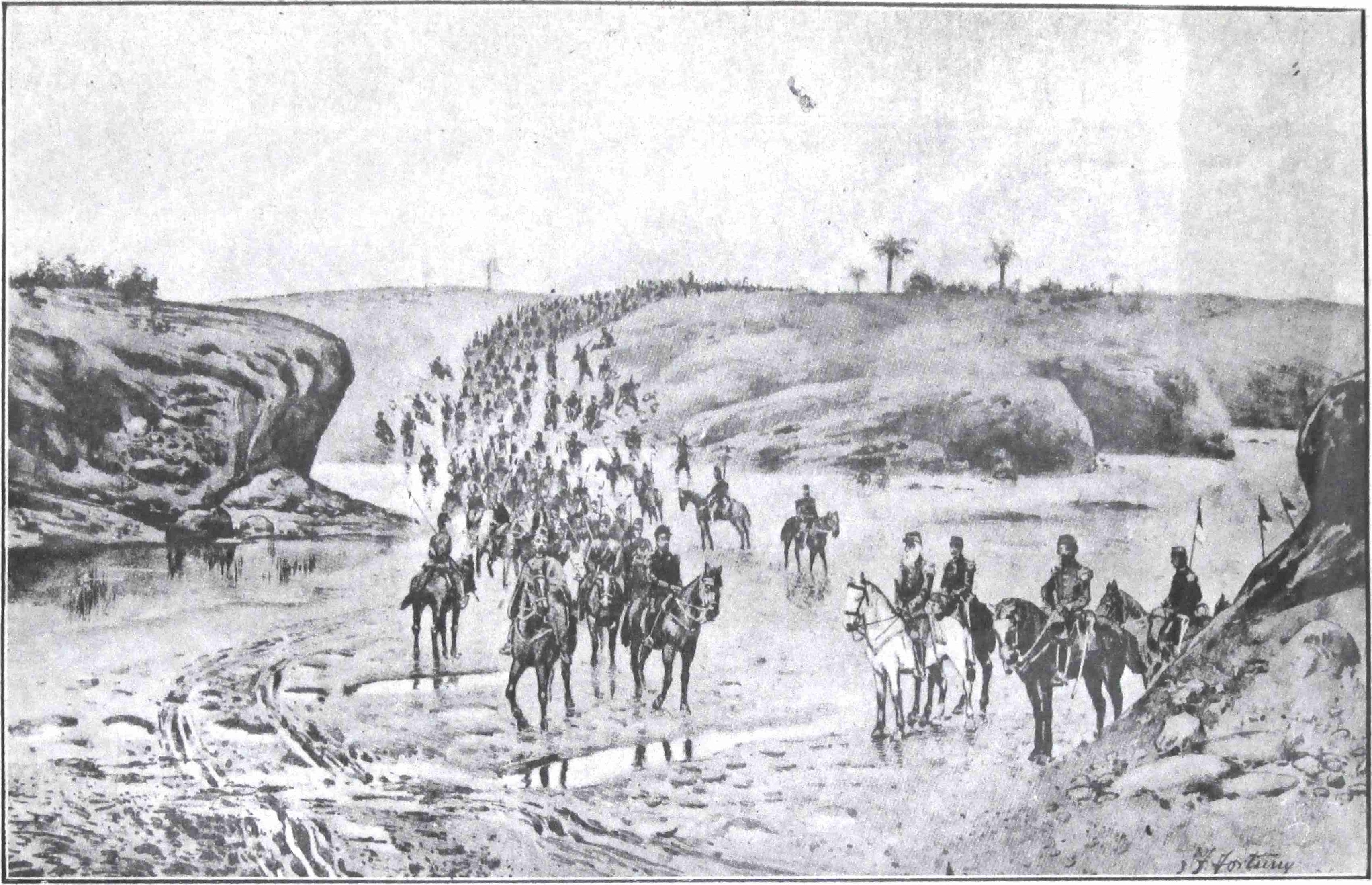
Pasaje del Ayuí por el Paso de la Patria, provincia de Corrientes, del primer cuerpo argentino. El 13 de agosto de 1865 el ejército atravesó el profundo zanjón o arroyo seco, el cual era sumamente pintoresco, por sus elevadas y caprichosas barrancas. – El general Paunero y el coronel Chenaut presencian el desfile, acompañados de algunos oficiales y del Doctor José M. Guastavino, Auditor de guerra.

Ante la superioridad numérica del enemigo, Duarte pidió ayuda a Estigarribia, pero este se la negó.
El 13 de agosto, sin que Duarte lo pudiese evitar, Paunero y Paiva se incorporaron al ejército de Flores, reuniendo en total cerca de 12 000 hombres: 5550 infantes, 5000 jinetes y 32 piezas de artillería. Duarte tenía poco más de la cuarta parte de esa fuerza: 1980 hombres de infantería y 1020 de caballería, sin ninguna artillería
Duarte abandonó Paso de los Libres y tomó posiciones en las barrancas del arroyo Yatay, muy cerca de la villa. Su posición defensiva era buena, sobre todo teniendo en cuenta que no tenía artillería. Pero, debido a que dejaba el arroyo a sus espaldas, en caso de una derrota –que el propio Duarte consideraba muy probable– no sería posible una retirada.
La batalla comenzó a las diez de la mañana del 17 de agosto, con un apresurado ataque de la división de infantería de Palleja; Duarte aprovechó el error y contraatacó con casi toda la caballería, causándole cientos de bajas y obligándolo a retroceder. La artillería solo alcanzó a disparar 50 tiros, antes de tener que hacer alto el fuego, para no masacrar a la división de Palleja, que se había cruzado en la línea de tiro.

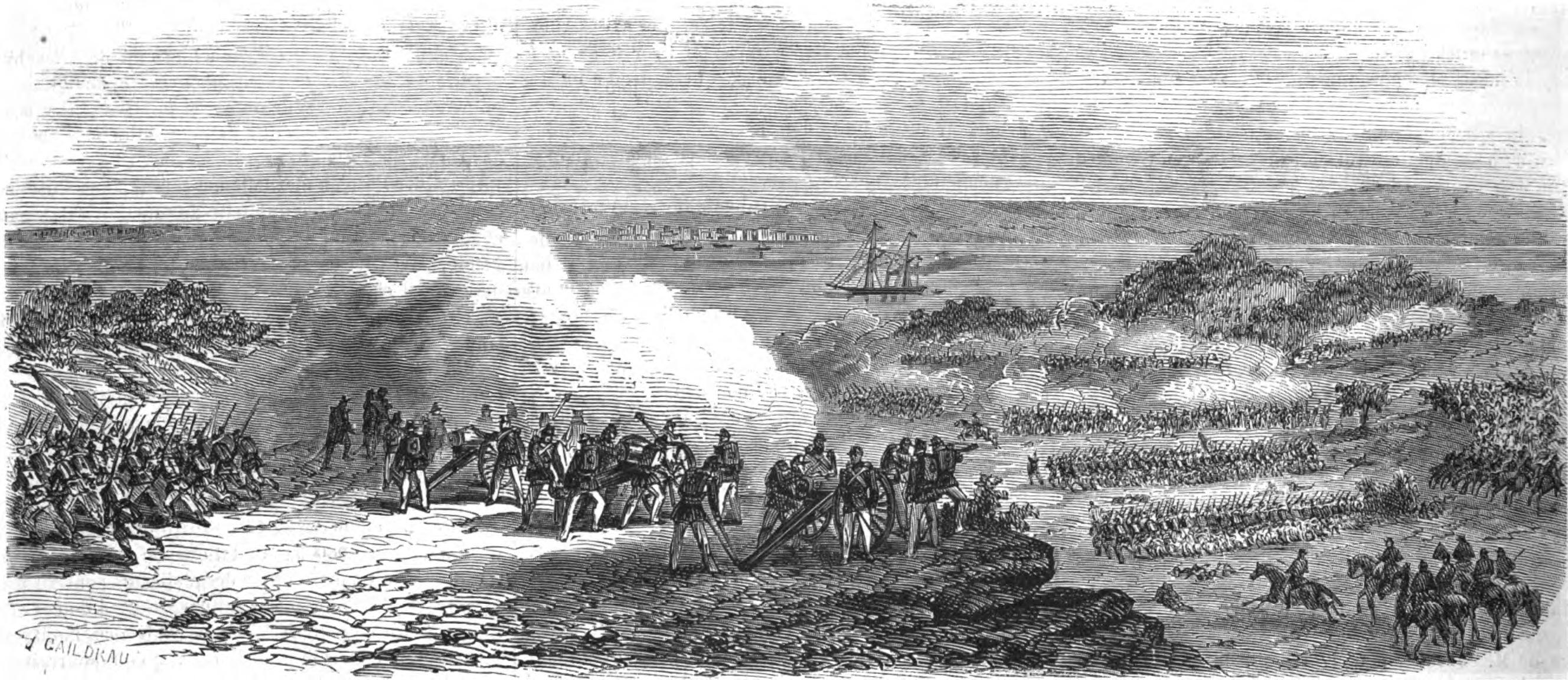
Combate de Yatay (margen derecha del Río Uruguay).

La división de caballería de Ignacio Segovia atacó a la caballería paraguaya, apoyada por los orientales. Por más de dos horas, la batalla fue exclusivamente de caballería.
Cuando finalmente la infantería aliada pudo entrar en acción, arrolló las posiciones paraguayas. No obstante, los paraguayos resistieron tenazmente durante una hora más. Duarte intentó una desesperada carga de caballería, pero su caballo fue muerto y fue tomado prisionero por Paunero. Más tarde, este salvó la vida del jefe paraguayo, a quien Flores pretendía hacer fusilar. Algunos infantes siguieron resistiendo al norte del arroyo Yatay, pero fueron derrotados por la caballería correntina de Juan Madariaga.

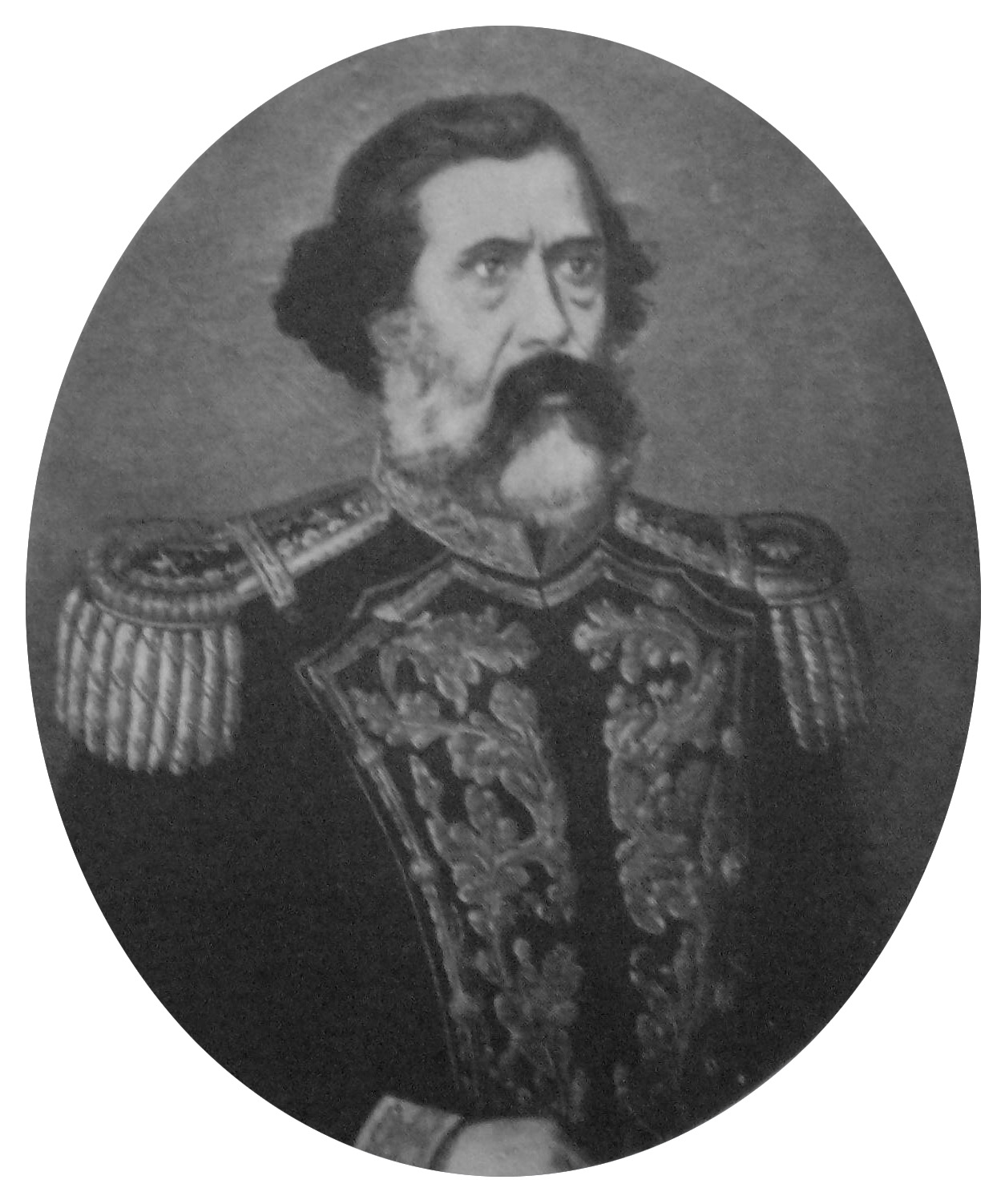
El general Venancio Flores, vencedor en la batalla de Yatay.

Los paraguayos tuvieron 1500 muertos, y 1600 prisioneros. Solamente unos cien hombres se salvaron cruzando a nado el Uruguay e incorporándose al ejército de Estigarribia.
Entre los prisioneros, Flores encontró varias decenas de soldados uruguayos, partidarios del Partido Blanco que se habían refugiado en el Paraguay; y argentinos federales, que no reconocían la autoridad nacional de Mitre. Olvidando la ayuda que había obtenido de parte del Brasil, y la rebelión de Mitre contra la Confederación Argentina, Flores ordenó su fusilamiento como traidores a la patria.
Muchos soldados paraguayos fueron obligados a tomar las armas contra su propio país, reemplazando las bajas producidas en las divisiones aliadas, especialmente las orientales.

## Sitio de Uruguayana

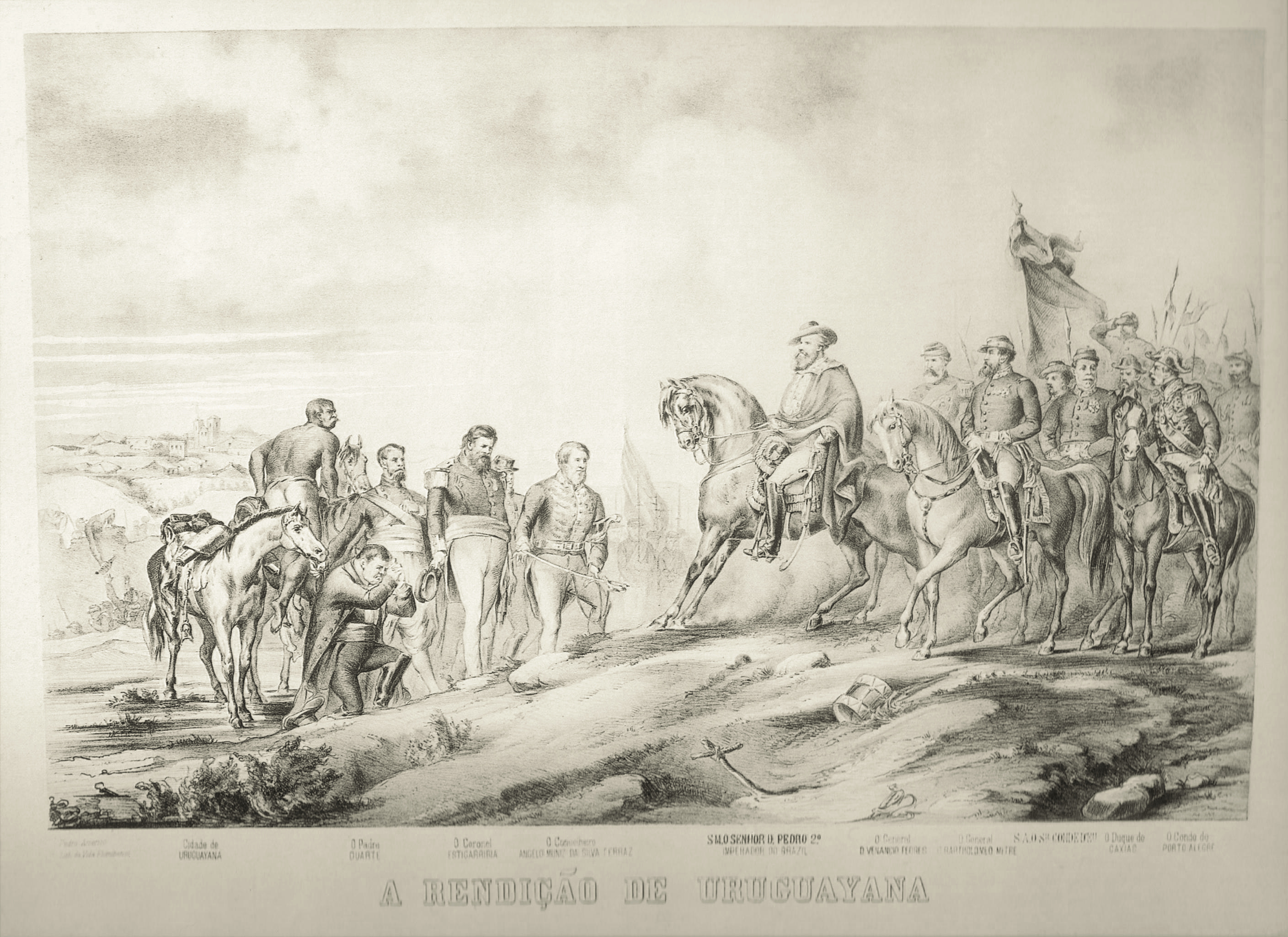
Rendición de Uruguayana, por Víctor Meirelles.

El 16 de julio, el Ejército Brasileño llegó a la frontera de Río Grande del Sur y puso sitio a la ciudad de Uruguayana. La tropa recibió refuerzos y envió por lo menos tres intimaciones de rendición a Estigarribia. El 11 de septiembre, el Emperador Pedro II llegó al sitio, donde ya estaban los presidentes Bartolomé Mitre y Venancio Flores, además de diversos jefes militares brasileños, como el Marqués de Tamandaré y el teniente general Manuel Marques de Sousa, barón y después Conde de Porto Alegre. Las fuerzas aliadas del cerco contaban en ese momento con 17 346 combatientes, de los cuales 12 393 brasileños, 3802 argentinos y 1220 uruguayos, con 54 cañones.
Tras un serio conflicto de autoridad entre los jefes de la Alianza, el propio Emperador ordenó a sus oficiales ponerse en todo a órdenes de Mitre, nombrado comandante en jefe de los ejércitos aliados.
El jefe de la división paraguaya del ejército aliado escribió a Estigarribia, rechazando el cargo de traición a la patria esgrimido por el jefe sitiado, y acusando a López de traicionar a su patria por llevar adelante una política opresiva hacia su pueblo. La respuesta de Estigarribia a esta carta reveló que no todos sus oficiales estaban de acuerdo en combatir hasta la muerte, como él mismo había proclamado.
El 11 de septiembre, con autorización de las fuerzas sitiadoras, Estigarribia envió hacia el campamento aliado a casi toda la población civil; su objetivo no era solamente humanitario, ya que la población civil consumía alimentos, problema de crucial importancia en cualquier población sitiada.
Tras una serie de intercambios de cañoneos y tiros de fusil, el 13 de septiembre, Mitre organizó un asalto general sobre la plaza. Las tropas sitiadas sufrían muertes por enfermedades, y cundía una deserción masiva, alentada por las discusiones entre sus jefes sobre si debían o no resistir hasta el final, reduciéndose hasta poco más de 5500 hombres.
El 18 de septiembre, Marques de Sousa lanzó un ultimátum, anunciando que comenzarían el asalto en dos horas; Estigarribia contestó que entregaría la plaza, a cambio de que los oficiales superiores se pudieran retirar a cualquier lado, incluso al Paraguay. Además exigía que los soldados y oficiales orientales que formaban en sus filas no fueran entregados a Flores, ya que temía que este los ejecutara.
Los soldados paraguayos fueron tomados prisioneros; muchos de ellos fueron asesinados durante la operación, y los jefes de caballería brasileña se llevaron prisioneros a muchos otros, tal vez 800 a 1000, para ser vendidos como esclavos. Los que quedaron en manos de los oficiales argentinos y uruguayos no tuvieron más suerte: fueron obligados a integrar una "división paraguaya" del ejército aliado, o directamente incorporados a las fuerzas de infantería de esos países.
En total, los paraguayos prisioneros fueron 5574: 59 oficiales, 3860 soldados de infantería, 1390 de caballería, 115 de artillería y 150 auxiliares.

## Retirada paraguaya
A mediados de junio, Robles ordenó a sus tropas abandonar los pueblos del sur de la provincia, concentrando sus fuerzas en la capital de la provincia. Por un tiempo logró conservar algunas poblaciones, en un radio de no más de 150 km de la capital, mientras algunas partidas de caballería recorrían el centro de la provincia.
El 12 de agosto se produjo otro encuentro naval, cuando la flota brasileña se retiraba aún más al sur, en dirección a Goya. Una batería instalada en la costa, en el lugar conocido como "Paso de Cuevas", cerca de Bella Vista, bombardeó a su paso a la escuadra. En el llamado Combate de Paso de Cuevas, gracias a su correcto blindaje, y a que pasaron con toda la tripulación en las bodegas y a todo vapor, las naves brasileñas no sufrieron mayores daños, aunque sí tuvo 21 muertos y 38 heridos, casi todos ellos marineros. En cambio, el único buque de la Armada Argentina, el Guardia Nacional –que estaba al mando de Luis Py, pero llevaba a bordo al comandante de la Armada, José Murature– se detuvo frente a la batería y se trenzó en un duelo de artillería, que terminó en varios daños al buque, tres muertos y 12 heridos. Lo que llamativo resulta es que dos de los tres muertos era jóvenes oficiales: un hijo del capitán Py y un hijo del exgobernador correntino Pedro Ferré.
Varios comandantes de las tropas de Alianza intentaron negociar con Robles, o incluso inducirlo a traicionar a su país, de resultas de lo cual fue reemplazado por el general Isidoro Resquín, por orden del presidente López. A principios del año siguiente, Robles sería sometido a juicio sumarísimo y ejecutado por su supuesta traición.
La ocupación de la ciudad de Corrientes era ya inútil: el ejército argentino, reforzado por importantes contingentes brasileños y uruguayos, avanzaba en busca del enemigo hacia el norte. Por otro lado, una parte importante de las fuerzas paraguayas fueron retiradas hacia territorio paraguayo, en previsión de que la Alianza intentara una invasión.

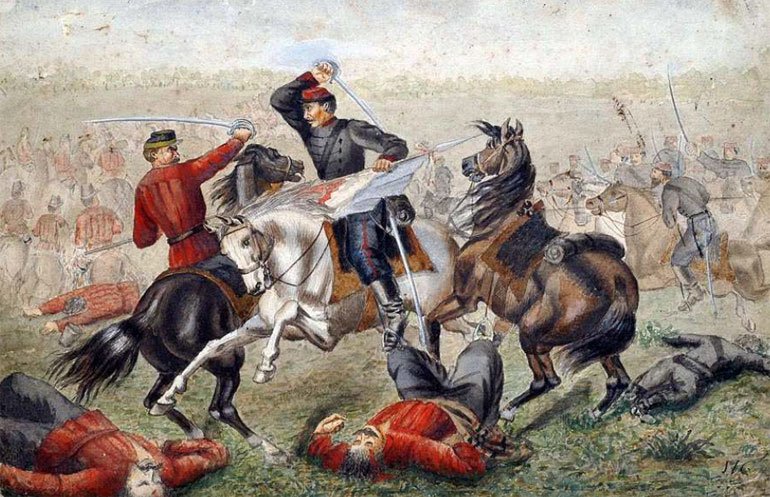
Combate de Paso de la Patria. 2 de mayo de 1866. Acuarela de José Ignacio Garmendia.

A fines de junio, y nuevamente a fines de julio, tropas del general Hornos derrotaron entre los esteros del centro de la provincia a partidas de caballería, que fueron identificadas como argentinos, la mayor parte de ellos oriundos de Corrientes, e identificados con el Partido Federal.
El 21 de septiembre Hornos derrotó en la localidad de Naranjitos a una división de 810 correntinos colaboradores al mando de los hermanos Lobera.
Simultáneamente, un destacamento aliado al mando del general Gregorio Castro avanzó costeando el Uruguay. Pasando La Cruz, la vanguardia al mando del coronel Fernández Reguera descubrió cerca de Santo Tomé una división enemiga con 3 baterías de artillería que conducía a su país un gigantesco arreo de 30000 cabezas de ganado correntino. Reguera derrotó a los paraguayos y avanzó hasta Candelaria, liberando el territorio del Alto Paraná.
El 3 de octubre López ordenó a Resquín que la División Sur evacuase el territorio argentino por Paso de la Patria. Cuando el choque entre las fuerzas argentinas ya era inminente, el 22 de octubre el general Resquín –cumpliendo órdenes de López– evacuó por río y por tierra la ciudad de Corrientes, y unos días después se retiraban también del último pueblo en su poder, San Cosme.
La retirada de las fuerzas paraguayas fue acompañada de saqueos sistemáticos. Así, «han saqueado todas las estancias de la costa del Paraná dejándolas perfectamente limpias y poniéndoles fuego a algunas». Goya sufrió especialmente: «El comercio entero de este pueblo ha sufrido un saqueo incalificable (...) varios vapores en tres viajes han conducido a Asunción el botín (...) Las oficinas públicas nacionales y provinciales se hallan despedazadas, sus archivos robados. Los materiales de fierro para la construcción de la iglesia han sido robados, y una puerta de la capilla ha sido hachada. Los establecimientos rurales no poseen ningún género de ganados y se hallan abandonados por sus propietarios. Las violaciones que por desgracia han tenido lugar fueron perpetradas por los paraguayos y el traidor José F. Cáceres, que llevó su saña hasta el extremo de perseguir las familias que se habían asilado en el Chaco.»
La suerte de otros sitios no fue mejor. El general Nicanor Cáceres informaba ya en agosto que «los pueblos de San Roque y Bella Vista que han ocupado por espacio de más de dos meses los invasores (...) así como todos los campos por que han cruzado son despojos capz de alentar a los más indiferentes».
La capital provincial fue ocupada por tropas de Nicanor Cáceres el día 28 del mismo mes, y el 3 de noviembre se instalaba nuevamente en ella el gobierno provincial. Ese mismo día, los 27 000 hombres de Resquín completaban el paso del Paraná hacia su propio país sin ser obstaculizados por la escuadra brasileña, al punto de poder incluso cruzar 100 000 cabezas de ganado correntino, la mayor parte del cual murió en los alrededores de Itapirú por falta de pasturas adecuadas.
El 25 de diciembre asumía un nuevo gobernador, Evaristo López, electo por una legislatura formada mayoritariamente por miembros del Partido Federal. La victoria federal se había debido al dominio sobre la mayor parte del territorio provincial ejercido por el general Cáceres, de quien López era amigo y socio. Muchos colaboradores con la invasión paraguaya, que habían sido arrestados y corrido riesgo de ser ejecutados por traición, recuperaron la libertad gracias al gobierno federal correntino. Otros huyeron al Paraguay; varios de ellos –entre ellos dos de los miembros del triunvirato– fueron ejecutados años más tarde por orden de Francisco Solano López.
Al finalizar el año, el ejército aliado, reunido en el campamento de Ensenadas o Ensenaditas, unos kilómetros al norte de Corrientes, junto al actual pueblo de Paso de la Patria, llegaba a 50.000 hombres. Recién entonces, la flota brasileña tomó posiciones aguas arriba de la confluencia de los ríos Paraná y el Paraguay.

## Batalla de Pehuajó
Después de la retirada del ejército paraguayo, la estructura defensiva del Paraguay se centró en dos posiciones defensivas: por un lado, la Fortaleza de Itapirú en la margen derecha del río Paraná, defendida por un gran número de cañones. Por otro lado, aguas arriba sobre el río Paraguay, las fortalezas de Curuzú, Curupaytí y Humaitá impedían el avance de las flotas enemigas por el río, y de los ejércitos de tierra por la costa.
Por su parte, las tropas de la Alianza se concentraron desde diciembre hasta principios de abril del año siguiente en el campamento de Ensenada, al norte de la ciudad de Corrientes. La reunión de las tropas fue especialmente compleja, ya que casi todos los contingentes enviados desde las provincias del interior argentino se sublevaron para no ser enviados a la guerra. Por su parte, la poderosa división entrerriana, de 6000 hombres, volvió a sublevarse el 6 de noviembre, en el llamado Desbande de Toledo. De modo que la provincia de Entre Ríos solo estuvo representada por 400 hombres de infantería, que no pudieron desertar por falta de caballos, y a los que el propio Urquiza debió amenazar con el fusilamiento para obligarlos a embarcarse.
Las tropas paraguayas no se limitaron a esperar el avance de sus enemigos: en partidas de 200 hombres o más, realizaban continuos ataques a las costas correntinas. Cruzaban el río Paraná en botes o canoas, sin que la escuadra brasileña, que casi podía ver la maniobra, hiciera nada por impedirlo. Al llegar a tierra, usualmente les salían al cruce cuerpos de caballería de las divisiones de Cáceres o de Hornos, que estaban acampados al noreste de Ensenaditas. Estas operaciones no producían otro fruto que alguna rapiña de reses vacunas, a costa de algunos muertos; el único efecto militar positivo fue el desánimo entre los soldados correntinos, que no duraría mucho.
Finalmente, el 30 de enero, Mitre decidió escarmentar a los osados paraguayos, y envió a su encuentro a la división Buenos Aires, comandada por el general Emilio Conesa, con casi 1600 hombres. Casi todos ellos eran gauchos de la provincia de Buenos Aires, mucho más aptos para caballería que para la infantería en que revistaban.
El desembarco fue de unos 200 hombres, pero en la costa paraguaya había casi 1000 soldados más, que debían cruzar al día siguiente. Tras avanzar unos kilómetros, llegaron hasta el Arroyo Pehuajó, donde los esperaba emboscado el general Conesa; antes de lanzarse sobre los enemigos, este arengó a sus tropas, que prorrumpieron en sonoros vítores, que denunciaron su presencia a los paraguayos.

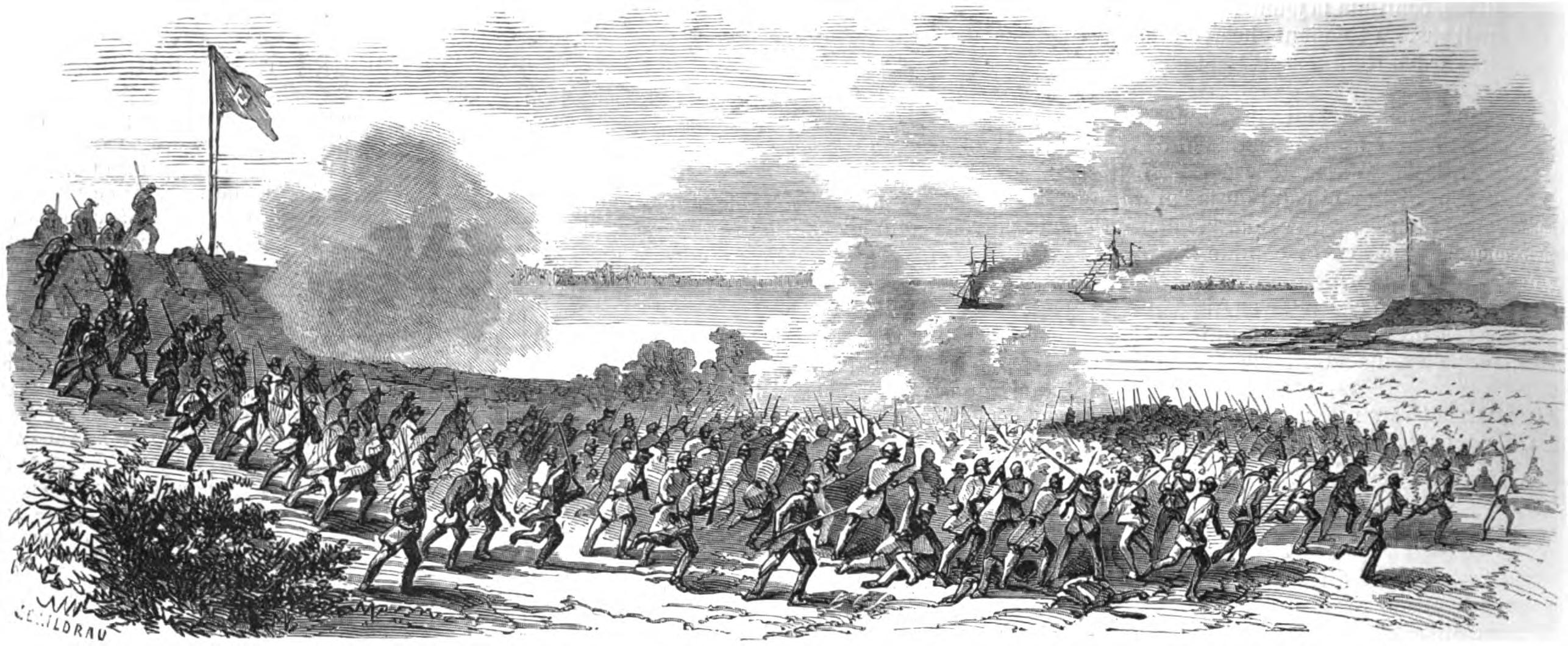
Combate de la isla de Redención (10 de abril): La 19ª brigada brasileña, mandada por el coronel Villagran Cabrita, repele el asalto paraguayo.

El jefe paraguayo, teniente Celestino Prieto, inició la retirada, que Conesa quiso evitar con una carga masiva y directa. Pero los paraguayos se parapetaron en los bosques tras al arroyo y tomaron una posición defensiva, desde la cual dispararon sobre los soldados argentinos, que no tenían dónde buscar refugio. Por otro lado, los paraguayos recibieron unos 900 soldados más de refuerzo, con los que causaron casi 900 bajas en las fuerzas argentinas, contra 170 paraguayos. Recién al caer el día, el general Mitre, que podía oír las descargas desde su campamento, ordenó la retirada de las tropas de Conesa. Al anochecer, los paraguayos reembarcaron y se retiraron a su propia costa.
No obstante haber obtenido una victoria, las tropas paraguayas no volvieron a repetir ese tipo de acciones.
El último combate antes del inicio de la invasión al Paraguay ocurrió el 10 de abril en la isla frente a la Fortaleza de Itapirú, cuando una división brasileña tomó posiciones para bombardear desde allí el Fuerte. Los paraguayos podrían haberse limitado a intercambiar tiros de cañón, en lo que hubieran tenido amplia ventaja, ya que lo hubieran hecho desde posiciones amuralladas, mientras los brasileños debían defenderse desde una isla arenosa, sin cobertura posible. No obstante, los paraguayos pretendieron expulsar a sus enemigos con tropas de infantería, resultando seriamente derrotados en su intento.

## Consecuencias

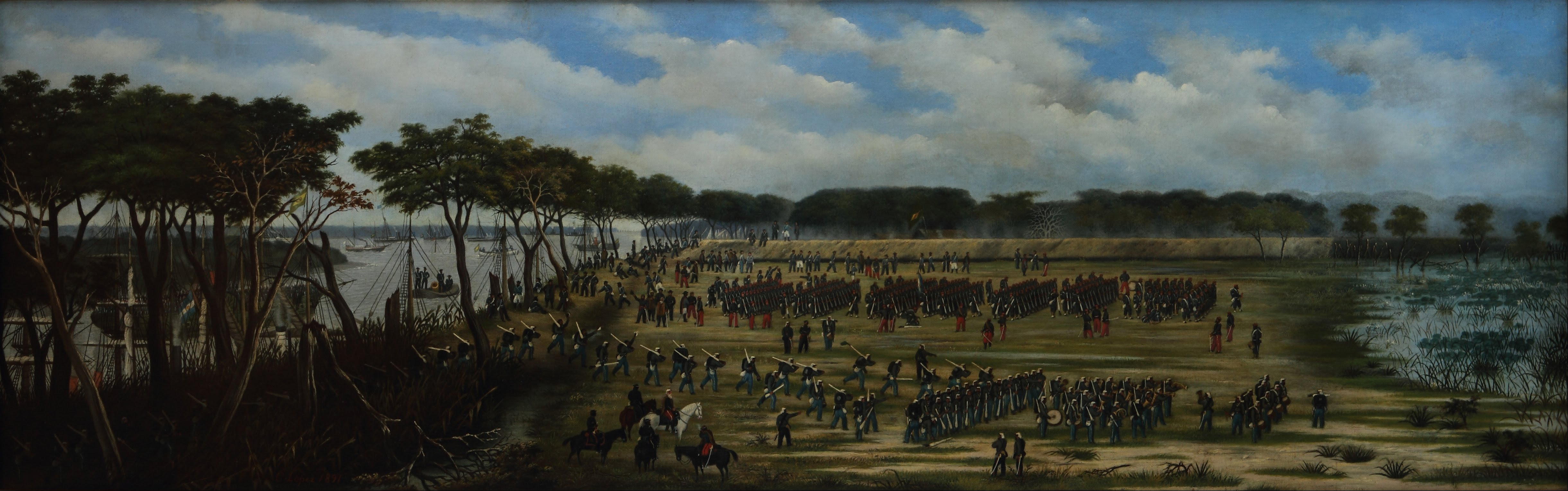
El desembarco de las tropas aliadas en territorio paraguayo.

El 5 de abril de 1866, las fuerzas aliadas tomaron la Fortaleza de Itapirú, iniciando así la tercera fase de la guerra, la Campaña de Humaitá. El frente norte quedaba también prácticamente abandonado, y el sector noreste –los Campos de Vaquería entre el río Ygurey y la baja cordillera de Iguatemí– fue fácilmente ocupado por Brasil, al tener que reconcentrarse las tropas paraguayas en el sur.
La columna de Estigarribia se perdió por completo y la de Robles regresaba con solo 14 000 soldados sanos pero agotados y 5000 enfermos. Según Jorge Thompson, a fines de 1865, los paraguayos ya habían perdido 52 000 hombres, 30 000 de ellos en otros frentes o por enfermedad, y 10 000 se encontraban enfermos. Considérese que durante 1864 el ejército paraguayo se triplicó desde sus 20 000 efectivos originales gracias a levas masivas (instalando 10 000 en Humaitá, frente a Argentina, y 15 000 en Villa Encarnación, frente a Brasil).
La campaña de Corrientes no solo había sido un fracaso, sino que había llevado a la Triple Alianza; es posible que ésta hubiera tenido lugar de todos modos, como aseguran distintos historiadores, pero la invasión precipitó los acontecimientos mucho antes de que el ejército paraguayo estuviera mínimamente preparado para una guerra contra tres aliados.
Por otro lado, la posible ayuda que podría haber obtenido de parte de los federales argentinos quedó anulada por la inteligente campaña periodística de Mitre, tendiente a presentar la invasión paraguaya como un artero ataque sin previo aviso. En última instancia, las rebeliones de los federales, tanto las de 1865 como la mucho más importante Revolución de los Colorados, del año 1866, solo causaron problemas al ejército argentino, sin prestar ninguna utilidad al Paraguay.
A largo plazo, la campaña de Corrientes fue sólo el prólogo de la terrible derrota paraguaya en la Guerra de la Triple Alianza.